# Aspartato N-acetiltransferasi
La aspartato N-acetiltransferasi è un enzima appartenente alla classe delle transferasi, che catalizza la seguente reazione:
acetil-CoA + L-aspartato ⇄ CoA + N-acetil-L-aspartato